# Николаев, Дмитрий Петрович (учёный)
Дмитрий Петрович Николаев (род. 12 января 1978, Москва) — российский учёный, специалист в области математического моделирования механизмов биологического и технического зрения. Кандидат физико-математических наук, доктор технических наук, доцент. Руководитель отдела зрительных систем ФИЦ ИУ РАН, профессор кафедры когнитивных технологий ФПМИ Московского физико-технического института (МФТИ). Автор более 300 печатных научных работ, в том числе двух научных пособий.

## Образование
Родился 12 января 1978 года в Москве в семье учёных. В 1994 году окончил московскую школу №1101 с углубленным изучением математики.
В 2000 году окончил физический факультет МГУ имени М.В. Ломоносова. В 2004 г. защитил диссертацию на соискание ученой степени кандидата физико-математических наук по специальности «Математическое моделирование, численные методы и комплексы программ» по теме «Алгоритмы цветовой сегментации, применимые в условиях сложного освещения сцены».
В 2023 году защитил докторскую диссертацию по специальности «Информатика и информационные процессы» по теме «Методы и алгоритмы Хаф-анализа изображений в системах технического зрения», получив ученую степень доктора технических наук.

## Научная деятельность
Будучи студентом начал работать в Институте проблем передачи информации РАН им. А.А. Харкевича (ИППИ РАН).
В 2006 году получил грант президента РФ для государственной поддержки молодых российских ученых – кандидатов наук по направлению «информационно-телекоммуникационные системы и технологии» на исследование по теме «создание алгоритмической базы для систем монокулярного цветного технического зрения».
В 2007 году организовал и возглавил в ИППИ РАН Сектор моделирования биоинформационных процессов в зрительных системах. В 2015 году Сектор был преобразован в Лабораторию зрительных систем.
В 2008 году стал лауреатом конкурса Фонда содействия отечественной науке в номинации «Кандидаты и доктора наук РАН».
В 2014 году возглавил одно из пяти направлений программы развития ИППИ РАН, поддержанной Российским научным фондом («Фундаментальные проблемы разработки интеллектуальных автономных систем»).
С 2017 по 2023 год работал заместителем директора ИППИ РАН по научной работе.
С 2024 года возглавляет отдел зрительных систем ФИЦ ИУ РАН.
Результаты научных исследований Дмитрия Николаева позволили спроектировать ряд распознающих систем, являющихся на момент создания лидерами по точности и вычислительной эффективности. Системы распознавания типов кузова и номеров транспортных средств внедрены в транспортный комплекс России на федеральном уровне. Системы распознавания и бесконтактного вычисления объемов перевозимых грузов внедряются на ряде добывающих предприятий. Ведется разработка прикладных систем сепарации алмазосодержащей руды; разработка и повышение эффективности методов вычислительной рентгеновской томографии и распознавания документов (в части подсистем обработки изображений и компьютерного зрения).
В 2024 году коллектив ученых под руководством Дмитрия Николаева представили метод КТ для чтения старинных свитков без необходимости разворачивания.
Является членом редакционной коллегии журнала «Сенсорные системы», сопредседателем Международной конференции по машинному зрению (International Conference on Machine Vision, ICMV), членом программного комитета Европейской конференции по имитационному моделированию (European Conference on Modelling and Simulation, ECMS) и Симпозиума по методам распознавания образов и их применению (Symposium on Pattern Recognition and Applications, SPRA).

## Педагогическая деятельность
В общей сложности преподает в МФТИ более 20 лет. Занимает должность профессора на кафедре когнитивных технологий ФПМИ Московского физико-технического института (МФТИ).
С 2007 года читает авторские курсы «Обработка изображений» и «Анализ изображений и видеопотоков» на кафедре когнитивных технологий ФПМИ МФТИ, а с 2008 года – курс «Обработка изображений» на межфакультетской кафедре проблем передачи информации и анализа данных МФТИ.
Под научным руководством Дмитрия Николаева 8 аспирантов защитили диссертации на соискание степени кандидата наук, более 40 человек получили дипломы бакалавров и магистров.
В 2023 году получил звание доцента по научной специальности «Информатика и информационные процессы».

## Научные труды
Является автором 313 печатных научных работ (без учета аннотаций и переводов), включая 4 монографии, 190 из которых индексируются системой Scopus. Также является автором 28 полученных патентов и 17 свидетельств о регистрации программ.
Основные научные результаты, изложенные в работах, относятся к следующим областям:
- геометрия цветового пространства и математические модели цветоразличения[13][14][15];
- дискретные модели прямых и быстрые алгоритмы вычисления преобразования Радона (Хафа) за счет их самоподобия[16][17][18];
- вычислительные методы рентгеновской томографии[19][20];
- вычислительно эффективные модели нейронов, включая малопараметрические нейроны с глобальным рецептивным полем (Радоновские и основанные на рекуррентных фильтрах), а также нейроны без умножений, использующие тропическую алгебру[21][22].

Является автором двух научных пособий: «Основы цветовой теории в техническом зрении» и «Сборник задач по обработке изображений и техническому зрению».

## Награды и достижения
В 2023 году был отмечен нагрудным знаком «Почетный наставник» Минобрнауки России.